# Орловский сельсовет (Архангельский район)
Орловский сельсовет — административно-территориальная единица и муниципальное образование в Архангельском районе Республики Башкортостан России.
Законом «О границах, статусе и административных центрах муниципальных образований в Республике Башкортостан» муниципальное образование наделено статусом сельского поселения.

## Население
| 2002 | 2009 | 2010 | 2012 | 2013 | 2014 | 2015 |
| ---- | ---- | ---- | ---- | ---- | ---- | ---- |
| 502  | ↗524 | ↘456 | ↘436 | ↗439 | ↘426 | ↘406 |
| 2016 | 2017 |      |      |      |      |      |
| ↗407 | ↘406 |      |      |      |      |      |

## Состав сельского поселения
| № | Населённый пункт | Тип населённого пункта          | Население |
| - | ---------------- | ------------------------------- | --------- |
| 1 | Орловка          | деревня, административный центр | ↘300      |
| 2 | Карташевка       | деревня                         | ↘103      |
| 3 | Андреевка        | деревня                         | ↘46       |
| 4 | Аккулево         | деревня                         | ↘5        |
| 5 | Николаевка       | деревня                         | ↘2        |